# NGC 7784
NGC 7784 é uma galáxia  localizada na direcção da constelação de Pegasus. Possui uma declinação de +21° 45' 46" e uma ascensão recta de 23 horas, 55 minutos e 13,6 segundos.
A galáxia NGC 7784 foi descoberta em 1 de Outubro de 1883 por Édouard Jean-Marie Stephan.